# George Bihlman
George Bihlman (George Herman Bihlman; * 18. Februar 1895 in Live Oak, Sutter County, Kalifornien; † 3. Februar 1985 ebd.) war ein US-amerikanischer Kugelstoßer.
Bei den Olympischen Spielen 1920 in Antwerpen wurde er Siebter mit 13,575 m.
Seine persönliche Bestleistung von 14,16 m stellte er am 8. Mai 1920 in Berkeley auf.